# نخل غانم
نخل غانم، روستایی در دهستان حومه بخش مرکزی شهرستان کنگان در استان بوشهر ایران است.

## جمعیت
بر پایه سرشماری عمومی نفوس و مسکن در سال ۱۳۹۵، جمعیت این روستا برابر با ۲۷۱ نفر (۹۳ خانوار) بوده‌است.